# ГЕС Umluspen
ГЕС Umluspen — гідроелектростанція у північній частині Швеції. Знаходячись між ГЕС Gardikfors (вище по течії) та ГЕС Stensele, входить до складу каскаду на одній з основних шведських річок Умеельвен, яка впадає в Ботнічну затоку Балтійського моря біля міста Умео.
Долину річки перекрили греблею висотою 15 метрів, в якій облаштовано два шлюзи для перепуску надлишкової води. Вона утворила водосховище Сторуман з корисним об'ємом 1100 млн м3 (сьомий показник у Швеції), рівень поверхні якого може коливатись між позначками 345 та 352 метри НРМ. Можливо відзначити, що, окрім прямого стоку, до сховища через ГЕС Juktan надходить ресурс з однойменної лівої притоки Умеельвен, яка впадає в останню природним шляхом на дві гідроелектростанції нижче від ГЕС Umluspen.
За понад 4 км на схід від греблі, що перекриває Умеельвен, на узбережжі озера Сторуман зведена дамба, від якої до річки прямує дренажний канал довжиною 3,7 км. Поряд із дамбою облаштували підземний машинний зал, який первісно обладнали двома турбінами типу Каплан загальною потужністю 94 МВт, що при напорі у 35 метрів забезпечували виробництво 401 млн кВт·год електроенергії на рік.
У 2012 році австрійській компанії Andritz замовили модернізацію гідроагрегатів, внаслідок чого загальна потужність станції зросла до 100 МВт при практично незмінному рівні виробітки (остання за проєктом збільшилась лише на 8 млн кВт·год на рік).
Відпрацьована вода повертається в Умеельвен через прокладений у правобережному масиві відвідний тунель довжиною 2,4 км, який переходить в канал довжиною 1,4 км.